# 10695 Yasunorifujiwara
10695 Yasunorifujiwara è un asteroide della fascia principale. Scoperto nel 1981, presenta un'orbita caratterizzata da un semiasse maggiore pari a 3,2245402 UA e da un'eccentricità di 0,1374931, inclinata di 5,72417° rispetto all'eclittica.